# Livadna zob
Livadna zob (zobolika; lat. Helictotrichon), biljni rod s tridesetak vrsta trajnica iz porodice trava. Rod je raširen po Europi, Aziji i Africi, i nekoliko vrsta u Sjevernoj Americi.
Poznatija vrsta je H. sempervirens koja se uzgaja i kao ukrasna biljka. U Hrvatskoj su uobičajene smotana zob (H. convolutum) i H. sempervirens
Vrsta Avenochloa versicolor (Vill.) Holub, hrvatski poznata kao raznobojna zobna, sinonim je za vrstu Helictochloa versicolor (Vill.) Romero Zarco

## Vrste
1. Helictotrichon abietetorum (Ohwi) Ohwi
2. Helictotrichon bosseri Renvoize
3. Helictotrichon cantabricum (Lag.) Gervais
4. Helictotrichon convolutum (C.Presl) Henrard
5. Helictotrichon cycladum (Rech.f. & T.C.Scheff.) Rech.f.
6. Helictotrichon decorum (Janka) Henrard
7. Helictotrichon delavayi (Hack.) Henrard
8. Helictotrichon desertorum (Less.) Pilg.
9. Helictotrichon devesae Romero Zarco
10. Helictotrichon fedtschenkoi (Hack.) Henrard
11. Helictotrichon filifolium (Lag.) Henrard
12. Helictotrichon hideoi (Honda) Ohwi
13. Helictotrichon hissaricum (Roshev.) Henrard
14. Helictotrichon krylovii (Pavlov) Henrard
15. Helictotrichon leianthum (Keng) Ohwi
16. Helictotrichon macrostachyum (Balansa & Durieu) Henrard
17. Helictotrichon mongolicum (Roshev.) Henrard
18. Helictotrichon mortonianum (Scribn.) Henrard
19. Helictotrichon murcicum Holub
20. Helictotrichon parlatorei (J.Woods) Pilg.
21. Helictotrichon petzense H.Melzer
22. Helictotrichon planifolium (Willk.) Holub
23. Helictotrichon polyneurum (Hook.f.) Henrard
24. Helictotrichon sangilense Krasnob.
25. Helictotrichon sarracenorum (Gand.) Holub
26. Helictotrichon sedenense (Clarion ex DC.) Holub
27. Helictotrichon sempervirens (Vill.) Pilg.
28. Helictotrichon setaceum (Vill.) Henrard
29. Helictotrichon sumatrense Ohwi
30. Helictotrichon tianschanicum (Roshev.) Henrard
31. Helictotrichon tibeticum (Roshev.) Keng f.
32. Helictotrichon turcomanicum Czopanov
33. Helictotrichon uniyalii Kandwal & B.K.Gupta
34. Helictotrichon yunnanense S.Wang & B.S.Sun
35. Helictotrichon × krischae H.Melzer

## Sinonimi
Homotipski sinonimi:
- Heuffelia Schur in Enum. Pl. Transsilv.: 760 (1866), nom. superfl.
- Stipavena Vierh. in Verh. K. K. Zool.-Bot. Ges. Wien 56: 369 (1906), nom. superfl.

Heterotipski sinonimi:
- Avenastrum (K.Koch) Opiz in Seznam: 20 (1852)
- Avenochloa Holub in Acta Horti Bot. Prag. 1962: 82 (1962)
- Danthorhiza Ten. in Fl. Napol. 1(Prodr.): X (1811), not validly publ.
- Elictotrichon Besser ex Andrz. in Rys Botaniczny 1: 9 (1823), nom. nud.
- Neoholubia Tzvelev in Novosti Sist. Vyssh. Rast. 40: 234 (2008 publ. 2009)